# Ortalionowy dziadek
Ortalionowy dziadek – polski krótkometrażowy film fabularny z 1968 roku w reżyserii Juliana Dziedziny. 

## Fabuła
Pan Aleksander to nobliwy, starszy pan o nienagannych manierach, perfekcyjnym sposobie wysławiania się i eleganckim stroju. Otoczony szacunkiem i podziwem środowiska jako rzadki przedstawiciel starej szkoły dobrego wychowania. Jego pasja to brydż i związane z tym spotkania – wykwintne obiadki jakie regularnie urządza w swoim domu dla wąskiego grona uboższych przyjaciół. Nikt z nich nie zauważa z jaką uwagą pan Aleksander słucha co wieczór radiowej prognozy pogody na następny dzień, zwłaszcza czy będzie padało. Starszy pan za źródło swoich dochodów ma bowiem kradzieże popularnych i drogich w Polsce lat 60. płaszczy ortalionowych. Jego metoda jest bardzo prosta – wchodzi do kawiarni i opuszczając ją zabiera nie swój płaszcz. Nawet gdy zostanie przyłapany, tłumaczy się roztargnieniem i pomyłką. Elegancki i szarmancki nie wzbudza niczyich podejrzeń. Płaszcze odsprzedaje następnie paserowi Poniatowskiemu. Skala jego przestępczego procederu zwraca w końcu uwagę milicji, która sądząc, że ma do czynienia ze zorganizowaną szajką, organizuje obławę. Pan Aleksander zdaje sobie sprawę, że wpadka jest kwestią czasu i chce się wycofać, choćby na krótko. Jednak pokusa jest silniejsza – przechodząc ulicą obok kawiarni i widząc wiszące na wieszaku ortalionowe płaszcze, wchodzi do lokalu i ponownie próbuje ukraść jeden z nich. Tym razem wpada w ręce stróżów prawa. 

## Role
- Tadeusz Białoszczyński – pan Aleksander
- Janusz Kłosiński – paser Poniatowski
- Jadwiga Andrzejewska – brydżystka
- Jan Ciecierski – brydżysta
- Jan Rudnicki – brydżysta
- Andrzej Jurczak – milicjant
- Ireneusz Kaskiewicz – porucznik MO
- Eugeniusz Korczarowski – milicjant
- Lech Łotocki – milicjant
- Maria Klejdysz – kelnerka
- Edmund Fetting – głos spikera radiowego